# Ping Pung
Ping Pung es un grupo musical de Hong Kong, de género pop-rock. Reunidos por la Gold Label en el verano de 2003, el grupo está formado por cuatro miembros: Kary Ng como cantante, Jan y Jerry Lee (que son los hermanos menores del famoso compositor Mark Lui, así como los miembros de la banda en línea) y DJ Tin "Tim" Ho. Tres de los miembros formaron parte de otras bandas en un principio.
Al mismo tiempo, Kary Ng fue el vocalista de "cookies", formó también parte de otras bandas musicales en virtud de la misma empresa.

## Discografía
- Love & Hate (miniálbum) (Miniálbum, estrenado el 20 de agosto de 2004)